# Tur
Tur (taksonomski i latinski: Bos primigenius) izumrla je vrsta iz roda divljeg goveda, koje je živjelo u Europi, Aziji i Sjevernoj Africi, predak današnjeg domaćeg goveda. Posljednji europski primjerak živio je do 1627.
Njegovo izvorno taksonomsko ime Bos primigenius, prevedeno je na latinski iz njemačkih termina Auerochse (prvobitno govedo) i Urochs (pragovedo), donedavno se smatrala netočnim, već se predlagalo isto ime kao i za domaće govedo – Bos taurus. Međutim Međunarodna komisija za Zoološke nomenklature, odlučila je 2003. zadržati 17 starih imena, između ostalog i Bos primigenius za divlje govedo, a za njegovu podvrstu domaće govedo i njegove podvrste treba koristiti taksonomsko ime B. primigenius taurus, jer se smatra zasebnom vrstom. 
Tur je od prapovijesti bio značajna životinja za opstanak ljudi, tako da na njegove crteže i opise nailazimo od prapovijesnih špilja, do spisa Komentari o Galskom ratu (Commentarii de bello Gallico) Julija Cezara. Njegov lik postao je simbol mnogih europskih država i gradova; Alba-Iulia, Kaunasa, Rumunjske, Moldove, Turka, pokrajine Mecklenburg, i švicarskog kantona Uri (koji je dobio i ime po njemu). 

## Izgled i građa
Tur je bilo nešto većih dimenzija nego današnje domaće govedo koje poznajemo. Bio je visok 160 – 180 cm (mužjaci), i oko 150 cm ženke, dug oko 2,8 m bez repa, koji je imao 0,8 m. Raspored zubi (kao i kod drugih vrsta iz potporodice goveda) bio je:  
| 0.0.3.3 |
| 3.1.3.3 |

Turovi su imali istaknute spolne razlike, osim osnovnih bioloških razlika u građi spolnih organa, razlikovali su se po boji i po veličini. Ženke su bile kraće i niže (nešto nižeg hrbata) od mužjaka. Mužjaci su bili crnosmeđi, a ženke crvenkastosmeđe, i jedni i drugi imali su svijetle (skoro bijele) rogove s crnim vrhovima. 

## Način života
Turovi su bili rasprostranjeni u skoro cijeloj Europi. Njihovo stanište bile su uglavnom stepe, tajge, vlažne močvarne šume i riječne doline. Ova goveda su živjela u krdima, osim ponekog starijeg bika, koji su živjeli sami, da bi se u vrijeme parenja pridružili krdima. U krdu, koje je imalo nekoliko desetina jedinka, postojao je dominantni mužjak, pa je za vrijeme parenja dolazilo do borbi oko ženke. Parenje se odvijalo krajem ljeta, a telad su dolazila na svijet krajem proljeća. Tur se najviše hranio travom, ali i voćem, lišćem i mekšim grančicama. Za razliku od većine današnjih vrsta goveda koji su u pravilu dnevne životinje, tur je bio aktivan u sumrak i noću [nedostaje izvor].

## Porijeklo i izumiranje
Prema istraživanju Paleontološkog muzeja sveučilišta u Oslu, prvi primjerci ove vrste pojavili su se na prostoru današnje Indije prije oko dva milijuna godina pr. Kr., odakle su migrirali na Srednji Istok i druge dijelove Azije. Do Europe su stigli oko 250 000 godine. Donedavno se smatralo da je tur bio različit od europskog domaćeg goveda (Bos taurus), ali novija taksonomija odbacila je tu razliku. 

### Podvrste
Na svijetu su postojale tri podvrste tura koji su živjeli na različitim teritorijima: 
- Bos primigenius primigenius – Euroazijsko divlje govedo, živjelo je po stepama i tajgama Europe, Sibira i Centralne Azije. Turovi su udomaćeni oko 6. tisućljeća prije Krista na Bliskom Istoku, a najvjerojatnije u isto vrijeme i na Dalekom Istoku. Turovi su bili brojni u Europi za vrijeme Rimskom Carstvu, i masovno su korišteni u borbama u amfiteatrima.  Masovni lov na njih doveo je do toga da su gotovo istrijebljeni. U 13. stoljeću, egzistiralo je samo još nešto malo krda po Istočnoj Europi, pa je lov na njih postao privilegija bogataša i kraljeva, ipak ni to ograničenje lova, nije ih spasilo od istrebljenja i posljednji europski tur umro je prirodnom smrću 1627. u šumi Jaktorówu u Poljskoj.

Trag postojanja ove vrste goveda sačuvao se u Hrvatskoj u toponimima (mjestopisima): najpoznatije je Turopolje (u novije se vrijeme osporava to podrijetlo). Grad Velika Gorica u svom grbu ima ovo govedo.
- Bos primigenius namadicus – Indijsko divlje govedo, živjelo je na vrućim i suhim prostorima Indije, od njega su oko 9. tisućljeća prije Krista pripitomljeni prvi primjerci koji su se razvili kao goveda  – zebu.[6]

- Bos primigenius mauretanicus – Afričko divlje govedo, živjelo je po makiji i šumama Sjeverne Afrike. Ono je bilo potomak Indijskog divljeg goveda, koje je migriralo s Bliskog istoka. Ne zna se kad je izumrlo Prije tog su drevni Egipćani pripitomili pojedine primjerke iz kojih je nastalo Egipatsko govedo, koji je bilo najraširenija pasmina goveda po Mediteranu do uvoza zebua iz Indije.

Pokušavalo se vratiti tura iz mrtvih pažljivim uzgojem goveda sa sličnim fenotipskim karakteristikama originalnog. To je donekle i uspjelo. Rekonstruiran je pažljivim križanjem domaćih sojeva u zoološkome vrtu u Münchenu.

## Vanjske poveznice
- The Aurochs is coming back to European forests and grasslands (engl.)
- Aurochs – Bos primigenius  Arhivirana inačica izvorne stranice od 20. travnja 2009. (Wayback Machine) (engl.)